# Liste der Bodendenkmäler in Ottobeuren
Auf dieser Seite sind die Bodendenkmäler in dem schwäbischen Markt Ottobeuren zusammengestellt. Diese Tabelle ist eine Teilliste der Liste der Bodendenkmäler in Bayern. Grundlage ist die Bayerische Denkmalliste, die auf Basis des Bayerischen Denkmalschutzgesetzes vom 1. Oktober 1973 erstmals erstellt wurde und seither durch das Bayerische Landesamt für Denkmalpflege geführt wird. Die folgenden Angaben ersetzen nicht die rechtsverbindliche Auskunft der Denkmalschutzbehörde.

## Bodendenkmäler in Ottobeuren

### Bodendenkmäler in der Gemarkung Betzisried
| Lage                  | Objekt                      | Akten-Nr.     | Bild |
| --------------------- | --------------------------- | ------------- | ---- |
| Betzisried (Standort) | Burgstall des Mittelalters. | D-7-8028-0013 |      |

### Bodendenkmäler in der Gemarkung Guggenberg
| Lage                  | Objekt | Akten-Nr.     | Bild |
| --------------------- | --- | ------------- | ---- |
| Guggenberg (Standort) | Burgstall des Mittelalters (Buschlberg). | D-7-8027-0026 |      |
| Guggenberg (Standort) | Burgstall des Mittelalters (Schlossberg). | D-7-8027-0027 |      |
| Guggenberg (Standort) | Verebneter Burgstall des hohen Mittelalters (Katzenbrunn).                                                                                    | D-7-8027-0028 |      |
| Guggenberg (Standort) | Burgstall des Mittelalters. | D-7-8027-0029 |      |
| Guggenberg (Standort) | Burgstall des Mittelalters. | D-7-8027-0030 |      |
| Guggenberg (Standort) | Burgstall des Mittelalters. | D-7-8027-0031 |      |
| Guggenberg (Standort) | Abgegangene Kirche der frühen Neuzeit (St. Marx im Walde).                                                                                    | D-7-8027-0058 |      |
| Guggenberg (Standort) | Mittelalterliche und frühneuzeitliche Befunde im Bereich von Kloster Wald und seiner Vorgängersiedlung.                                       | D-7-8027-0141 |      |
| Guggenberg (Standort) | Mittelalterliche und frühneuzeitliche Befunde im Bereich der Katholischen Filialkirche St. Stephan in Stephansried und ihrer Vorgängerbauten. | D-7-8027-0147 |      |

### Bodendenkmäler in der Gemarkung Haitzen
| Lage               | Objekt                      | Akten-Nr.     | Bild |
| ------------------ | --------------------------- | ------------- | ---- |
| Haitzen (Standort) | Burgstall des Mittelalters. | D-7-8027-0046 |      |
| Haitzen (Standort) | Burgstall des Mittelalters. | D-7-8027-0047 |      |
| Haitzen (Standort) | Burgstall des Mittelalters. | D-7-8027-0142 |      |
| Haitzen (Standort) | Burgstall des Mittelalters. | D-7-8028-0001 |      |

### Bodendenkmäler in der Gemarkung Markt Rettenbach
| Lage                        | Objekt                                         | Akten-Nr.     | Bild |
| --------------------------- | ---------------------------------------------- | ------------- | ---- |
| Markt Rettenbach (Standort) | Abschnittsbefestigung des frühen Mittelalters. | D-7-8028-0007 |      |

### Bodendenkmäler in der Gemarkung Ottobeuren
| Lage                  | Objekt | Akten-Nr.     | Bild |
| --------------------- | --- | ------------- | ---- |
| Ottobeuren (Standort) | Ringwall des frühen Mittelalters. | D-7-8027-0018 |      |
| Ottobeuren (Standort) | Wüstung des späten Mittelalters. | D-7-8027-0062 |      |
| Ottobeuren (Standort) | Mittelalterliche und frühneuzeitliche Befunde im Bereich von Kloster Ottobeuren mit zugehörigen Wirtschafts- und Nebengebäuden und Gartenanlagen. | D-7-8027-0086 |      |
| Ottobeuren (Standort) | Burgstall des Mittelalters. | D-7-8027-0158 |      |
| Ottobeuren (Standort) | Mittelalterliche und frühneuzeitliche Befunde im Bereich der ehemalige Pfarrkirche St. Peter in Ottobeuren.                                       | D-7-8027-0160 |      |
| Ottobeuren (Standort) | Frühneuzeitliche Befunde im Bereich der Katholischen Friedhofskapelle St. Sebastian und des Friedhofs in Ottobeuren.                              | D-7-8027-0182 |      |